# John Yorke (homme politique)
John Yorke (1728-1801) est un avocat et homme politique anglais qui siège à la Chambre des communes de 1753 à 1784. 

## Biographie
Il est le quatrième fils de Philip Yorke (1er comte de Hardwicke) et de son épouse Margaret Cocks. Éduqué à la Newcome's School, il est inscrit au Corpus Christi College de Cambridge en 1746 et obtient sa maîtrise en 1749. Admis à Lincoln's Inn en 1746, il est admis au barreau en 1754 ,. 
Il occupe un certain nombre de sinécures légales, sécurisées pour lui par son père en tant que Lord Chancelier . En 1753, Lord Rockingham lui offre le siège parlementaire de Higham Ferrers, contre la volonté de son père. En pratique, il néglige la Chambre des communes, et vit beaucoup avec ses parents à Wimpole. En 1768, il passe au siège de Reigate, que son frère Charles a abandonné, et quitte son poste de député en 1784 . 

## Famille
Il épouse Margaret Lygon, fille de Reginald Lygon de Madresfield. Ils ont une fille ,. 